# Росбах (Вид)
Росбах (нем. Roßbach) — община в Германии, в земле Рейнланд-Пфальц.
Входит в состав района Нойвид. Подчиняется управлению Вальдбрайтбах. Население составляет 1487 человек (на 31 декабря 2010 года). Занимает площадь 6,40 км².
Коммуна подразделяется на 7 сельских округов.